# Oldtown
Oldtown é uma cidade localizada no estado americano de Idaho, no Condado de Bonner.

## Demografia
Segundo o censo americano de 2000, a sua população era de 190 habitantes.
Em 2006, foi estimada uma população de 204, um aumento de 14 (7.4%).

## Geografia
De acordo com o United States Census Bureau tem uma área de
0,6 km², dos quais 0,6 km² cobertos por terra e 0,0 km² cobertos por água.

## Localidades na vizinhança
O diagrama seguinte representa as localidades num raio de 36 km ao redor de Oldtown.